# Palojoensuu
Palojoensuu (Samisch: Bájojotnjálbmi) is een dorp binnen de Finse gemeente Enontekiö. Het dorp ligt ingeklemd tussen de Europese weg 8 en de Muonio. Vanuit Palojoensuu vertrekt de Europese weg 45, een van de weinige wegen hier dieper Finland in. De weg voert naar de plaats Hetta (het bestuurscentrum van de gemeente Enontekiö) en het Noorse Kautokeino. Het dorp wordt doormidden gesneden door de Palojoki, die hier in de Muonio uitmondt.
Palojoensuu is al sinds eeuwen een ontmoetingsplaats langs de trekroute van Botnische Golf naar Noordelijke IJszee en terug. De oude route is anno 2008 grotendeels opgenomen in de E8. In de Tweede Wereldoorlog is het dorp helemaal platgebrand door de Duitsers als straf/vergelding voor de Finse strijd tegen de Duitsers in de Laplandoorlog. Begin 19e eeuw was het ook het geloofscentrum van de streek, een rol die inmiddels overgenomen is door Hetta.
Bij de T-splitsing van de E8 (deze weg leidt naar het drielandenpunt en de E6) en de E45 (deze weg is de route naar de Noordkaap en Alta) staat er een oude boerderij die fungeert als autoschadebedrijf. Verder zijn er buiten de plaats nog twee campings te vinden.